# Otto Kelling

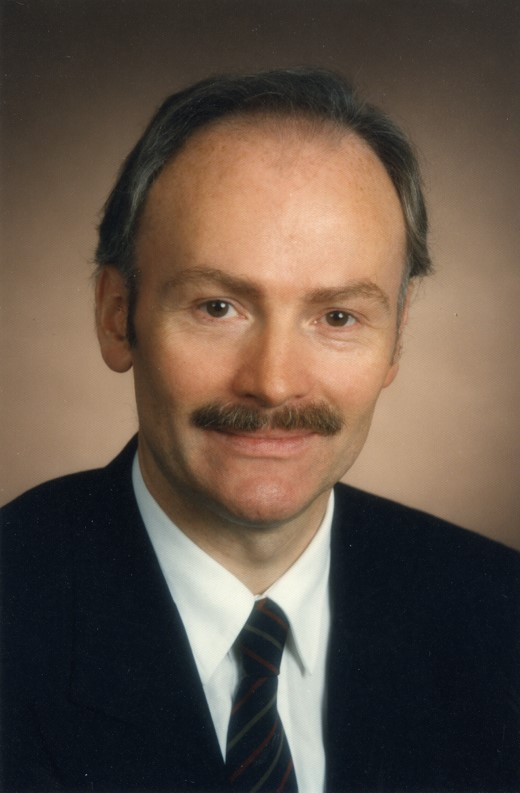
Otto Kelling

Otto Kelling (* 12. Januar 1949 in Lingen (Ems)) ist ein ehemaliger deutscher Politiker (SPD). Der Diplom-Kaufmann und Diplom-Sozialwirt war von 1992 bis 1996 Oberbürgermeister der Landeshauptstadt Kiel.

## Leben
Otto Kelling studierte Wirtschafts- und Sozialwissenschaften. Nach seiner Diplomprüfungen war er Promotionsstipendiat der Studienstiftung des deutschen Volkes. Er wurde zum Dr. rer. pol. promoviert. Nach seiner Abwahl als Oberbürgermeister der Landeshauptstadt Kiel gründete er 1997 die Kommunal- und Management GmbH. 2008 wurde er Geschäftsführer dreier Unternehmen der Wohnungswirtschaft im Raum Chemnitz/Zwickau. Nach dem frühen Tod seiner ersten Ehefrau lebt Kelling in einer zweiten Ehe, hat drei Kinder und zwei Enkelkinder.

## Politik
1986 wurde Kelling, der damals Angestellter der Kämmereiverwaltung der Landeshauptstadt Düsseldorf war, Kämmerer der großen kreisangehörigen Stadt Iserlohn. Dort wurde er auch vom Rat der Stadt 1989 zum 1. Beigeordneten gewählt. Aus diesem Amt heraus wurde er 1992 zum Oberbürgermeister der Landeshauptstadt Kiel gewählt. Seine politischen Projekte waren eine Verwaltungsreform, die Gründung der Kieler Wirtschaftsförderungs-Gesellschaft (KIWI), der Bau einer Ostufer-Tangente (Ortsumgehung), sowie die Schaffung eines Stadtkreises Kiel, der aus der Landeshauptstadt Kiel und den Umlandgemeinden bestehen sollte.
Bald kam es zu Spannungen zwischen der SPD-Ratsfraktion und Kelling, der tradierte Machtstrukturen destabilisierte. Die SPD warf dem Oberbürgermeister vor, nicht an den Haushaltsberatungen mit seinen Dezernenten teilgenommen und ihre schriftlichen Sparvorschläge als Witzvorlagen ignoriert zu haben. Kelling soll Verwaltungsvorlagen distanziert zur Kenntnis genommen und abgeändert haben. Er konzentriere sich auf die Erarbeitung von Konzepten gegen den Willen der SPD-Mehrheitsfraktion und vernachlässige die Lösung praktischer Probleme im Sinne der auf ihre Partikularinteressen bestehenden Dezernenten und Amtsleiter. Kelling bezeichnete manche Interessen als für das Gesamtwohl der Stadt abträglich und wollte sie nicht akzeptieren. Dennoch gelang es Kelling im Rahmen von Aufgabenkritik und Verwaltungsreform, einvernehmlich mit dem Gesamtpersonalrat 500 Personalstellen abzubauen als wichtigen Schritt zur Haushaltskonsolidierung. Kellings Widersacher warfen Kelling vor, er sei nicht bereit, seinen Lebensmittelpunkt von Iserlohn, wo seine Familie wohnen bleibe, nach Kiel zu verlegen. Real sei er ein Wochenendpendler. Otto Kelling wies alle Vorwürfe zurück. Seine Unterstützer hielten den „Saboteuren“ seiner Arbeit die Schlagzeile der FAZ vom 6. April 1995 entgegen: „Mit der Realität steht die Farce der Kieler SPD auf Kriegsfuß“. (Die Hölle eines Oberbürgermeisters / von Jasper von Altenbockum). Die SPD-Ratsfraktion initiierte ein Absetzungsverfahren. Im Frühjahr 1995 musste sich Kelling auf vier SPD-Regionalkonferenzen rechtfertigen. Ein Antrag der SPD-Ratsfraktion auf Absetzung scheiterte an der notwendigen Zwei-Drittel-Mehrheit. Kelling wurde weiterhin von den anderen Fraktionen unterstützt. Im Rahmen dieser Auseinandersetzung trat Kelling aus der SPD aus.
Im Herbst 1996 machte dann Kelling freiwillig einen Rückzieher: Die Kommunalverfassung, die 1997 in Kraft trat, schaffte den verwaltungsleitenden Magistrat ab. Dessen Rechte gingen auf den Oberbürgermeister über. Damit war nach seiner Ansicht eine neue demokratische Legitimation des Oberbürgermeisters notwendig. Folglich machte Otto Kelling als letzter von der Ratsversammlung gewählter Magistrats-OB der Stadt Kiel Ende 1996 den Weg für einen direkt von den Bürgern gewählten Nachfolger frei. Für CDU-Kreisvorstand und -Ratsfraktion war klar, „der Verwaltungschef muß noch bis zum 31.12.1996 auf dem Boden des bis dahin geltenden Rechts im Amt bleiben. In dieser Zeit stelle sich auch die von Kelling aufgeworfene Legitimationsfrage nicht, die die CDU als einzigen Grund für seine Abwahl akzeptiert habe“ (Kieler Nachrichten vom 3. Mai 1996).